# Маржери, Эммануэль Мари Пьер Мартен Жакен де
Эммануэль Мари Пьер Мартен Жакен де Маржери (фр. Emmanuel Marie Pierre Martin Jacquin de Margerie; 1862—1953) — французский учёный: геолог, геоморфолог и географ.

## Биография
Родился 11 ноября 1862 года в Париже в семье адвоката и католического писателя Эжена де Маржери, принадлежал старинному роду де Маржери.
Получил начальное образование в частной школе, где у мальчика проявился интерес к географии и геологии. В 1877 году слушал лекции в Католическом институте Парижа профессора геологии и минералогии А. Лаппарана.
Финансовое положение Эммануэля Маржери позволяло ему заниматься любым делом, он выбрал геологию. С 1918 по 1933 год был директором государственной Службы геологической карты Эльзаса и Лотарингии в Страсбурге и одновременно там же профессором университета.
В начале 1890-х годов проводил геологические и геоморфологические исследования в Пиренеях. В 1892 году опубликовал тектоническую карту Малых Пиренеев. Занимался геологической съемкой в Юрских горах, результаты которой были обобщены в двухтомной монографии «Le Jura». В 1891 году на 5-й сессии Международного геологического комитета (МГК) а Вашингтоне по его инициативе была создана Комиссия по геологической библиографии. На следующей сессии МГК в Цюрихе (1894 год) был заслушан отчет Маржери о работе Комиссии и принято его предложение об издании международного библиографического журнала по геологии. Он стоял у истоков создания Международного геологического конгресса.
С 1917 года Эммануэль Маржери состоял почетным членом Императорского минералогического общества в Санкт-Петербурге. 17 января 1929 года по предложению В. И. Вернадского, А. Д. Архангельского, А. А. Борисяка, И. М. Губкина и В. А. Обручева на экстраординарном заседании Общего собрания Э. Маржери был избран членом-корреспондентом Академии наук СССР.
После отставки с поста директора Службы геологической карты Эльзаса и Лотарингии, в 1933 году ученый вернулся в родной город и оставался в нем до конца жизни.
Умер 20 декабря 1953 года.
В Канаде именем Эммануэля Маржери названы ледник на границе с Аляской и горная вершина в провинции Саскачеван.

## Заслуги
- В 1923 году французский учёный был избран корреспондентом Академии наук Института Франции, был действительным членом по секции минералогии с 1939 года[5]. С 1877 года состоял членом Геологического общества Франции, находился на посту президента общества в 1899—1919 годах. За работу по тектонике Юрских гор Маржери был избран в 1936 году почетным доктором Страсбургского университета.
- Геологическое общество Лондона отметило его заслуги избранием корреспондентом (1897 год), иностранным членом стал с 1911 года.
- Эммануэль Маржери удостоен медали Лайеля в 1921 году и медали Волластона в 1946 году. В 1930 году был награжден медалью Виктории Королевского географического общества Лондона, в состав которого он был избран в 1931 году.
- Был членом Американского географического общества (1918 год), награжден Географической медалью Каллэма (1919 год). С 1921 года состоял членом Геологического общества Америки. В 1923 году был удостоен медали Мэри Кларк Томпсон Национальной академии наук США.
- Иностранный член Лондонского королевского общества (1931)[6].